# Iglesia de Santa María del Pino
La basílica de Santa María del Pino (en catalán: basílica de Santa Maria del Pi) es una iglesia parroquial católica de la ciudad de Barcelona de estilo gótico catalán, declarada Bien de Interés Cultural en 1931. Está situada en la calle Cardenal Casañas, frente a la plaza del Pino. Según la tradición, el nombre de Santa María del Pino, por el que es popularmente conocida, viene de haberse encontrado la imagen de la Virgen en el tronco o corazón de un pino, por lo cual fue plantado uno de estos árboles frente a la puerta principal. Otros dicen que el pino se plantó para simbolizar la pureza de la Virgen, siempre constante como el verdor del pino, o como ejemplo al entendimiento humano, que debe siempre mirar al cielo.
Balaguer cita a Antonio de Bofarull, quien en su Cicerone afirma que en 1568 se plantó un pino frente a la iglesia, el cual se conservaba aún en 1800, y era tan alto como los edificios circundantes. El pino murió en 1802, a consecuencia de haberle clavado un soldado su bayoneta en el tronco.
La iglesia también tiene otro nombre, Nuestra Señora o Santa María de los Reyes. Aparentemente proviene de su primer retablo, que representaba la adoración de los Reyes. Entre las pinturas que guarda el templo, se encuentra un cuadro sobre este tema.

## Historia
Según Víctor Balaguer en Las calles de Barcelona (1866), a fines del siglo X ya existía en este sitio una iglesia, que debió ser derribada para erigir la actual. La construcción se prolongó durante muchos años y fue inaugurada el 17 de junio de 1453.
La iglesia del Pino está documentada desde el 987. Su cementerio era del año 1074 y desde el año 1188 ya consta como parroquia eclesiástica. No se han localizado restos del edificio de aquel tiempo, que debía ser de estilo románico, lo que ha hecho suponer que se encontraba en el mismo lugar que la iglesia gótica actual, el subsuelo de la que no ha sido excavado. En este caso, la iglesia románica debió ser más pequeña que la gótica (como ocurre también con la catedral), ya que se conservan registros de donaciones y adquisiciones de terrenos para la construcción del edificio actual.
La construcción del actual templo  gótico se debe a principios del siglo XIV. Consta el 1321 la existencia de la capilla de  San Clemente y de  San Lorenzo y el 1332 se trabajaba en el cuarto tramo de la nave, que fue cubierta en la segunda mitad del siglo XIV.
Pedro el Ceremonioso hizo donaciones al año 1379 para comenzar el campanario, que acabó en las obras que dirigió el maestro mayor Bartomeu Mas, entre 1460  hasta su muerte en 1497.
El terremoto de Cataluña de 1428 causó serios daños a la iglesia e hizo caer el rosetón, lo que provocó varios muertos.
Fue afectado por los bombardeos del 1714 durante la guerra de sucesión española y por la explosión de un polvorín cercano. A partir de 1717 empiezan unas reparaciones de la mano del maestro de obras Joan Fiter, pero no se realizó un primer proyecto de restauración hasta el 1863-1884 a cargo de Francisco de Paula del Villar y Lozano. Se restauró los tejados de las capillas, la portada y la fachada posterior. También se eliminó la decoración barroca del templo. Hacia 1915 se volvió a restaurar.
En 1926 esta iglesia fue la cuarta de Barcelona que alcanzó el rango de basílica menor, título que le fue concedido por el papa Pío XI.
Fue quemada en 1936 durante la guerra civil española, y se emprendieron diversas obras para reparar los desperfectos a partir de los años 1950 a cargo de Josep Maria Jujol.
El 16 de abril de 1783 se bautizó en esta iglesia santa Joaquina de Vedruna, fundadora del Instituto de las Hermanas Carmelitas de la Caridad, quien también contrajo matrimonio aquí el 24 de marzo de 1799.

## El edificio
Consta de una sola nave de grandes dimensiones (54 metros de longitud por 15,50 metros de anchura y 27 metros de altura), con ábside poligonal y capillas laterales situadas entre los contrafuertes góticos. El ábside está cubierto por una bóveda radial que toma también el primer tramo de las capillas, que son siete más en el resto de la nave.

### Exterior
La fachada principal, tiene encima de la portada, una gran rosetón de doce brazos del siglo XIV, destruida en el incendio de 1936 y reconstruido entre 1939 y 1943 por el arquitecto Josep Maria Jujol, basándose en fotografías y también en el estudio de los rosetones de los monasterios  de Pedralbes y  de San Cugat. La fachada está presidida por dos torres octogonales, una a cada lado. También de planta octogonal es el enorme campanario al lado meridional de la cabecera, de cuerpo exento, de 54 metros de altura y con muros que en la base tienen un espesor de 3,55 metros. En el lado opuesto, está la fachada lateral y el ábside que presentan un muro continuo con ventanales entre los contrafuertes, sobre estos se ve una torre ochavada que contiene una escalera de caracol que permite el acceso a la cubierta. Sobre los contrafuertes de la fachada lateral todavía se pueden contemplar los restos de las espadañas, donde debían estar las campanas antes de la construcción del campanario actual.
- Puerta principal, presidida por la imagen de la Virgen con Niño que hay en el  tímpano, es una excelente escultura gótica. En su dintel están los bustos de María entre los apóstoles. En el entorno de la puerta, de forma similar en el portal de Sant Iu de la catedral de Barcelona, hay unas arquerías ciegas acabadas en una moldura horizontal.
- Puerta lateral, conocida como del Avemaría, es situada en el centro de la fachada lateral. Daba paso antiguamente el foso grande, actual plaza de Sant Josep Oriol. Pese a su estructura claramente gótica, con arquivoltas, conserva una imposta románica interesante, con capiteles esculturados, seguramente realizada con materiales reutilizados de la anterior iglesia.
- Puerta del ábside. Comunica con la sacristía aunque hoy no se utiliza. Antiguamente daba paso al espacio detrás del presbiterio de forma parecida a como es en el Iglesia de los Santos Justo y Pastor. Data del año 1578 aunque fue muy modificada durante la restauración de Francisco de Paula del Villar y Lozano.

### Interior

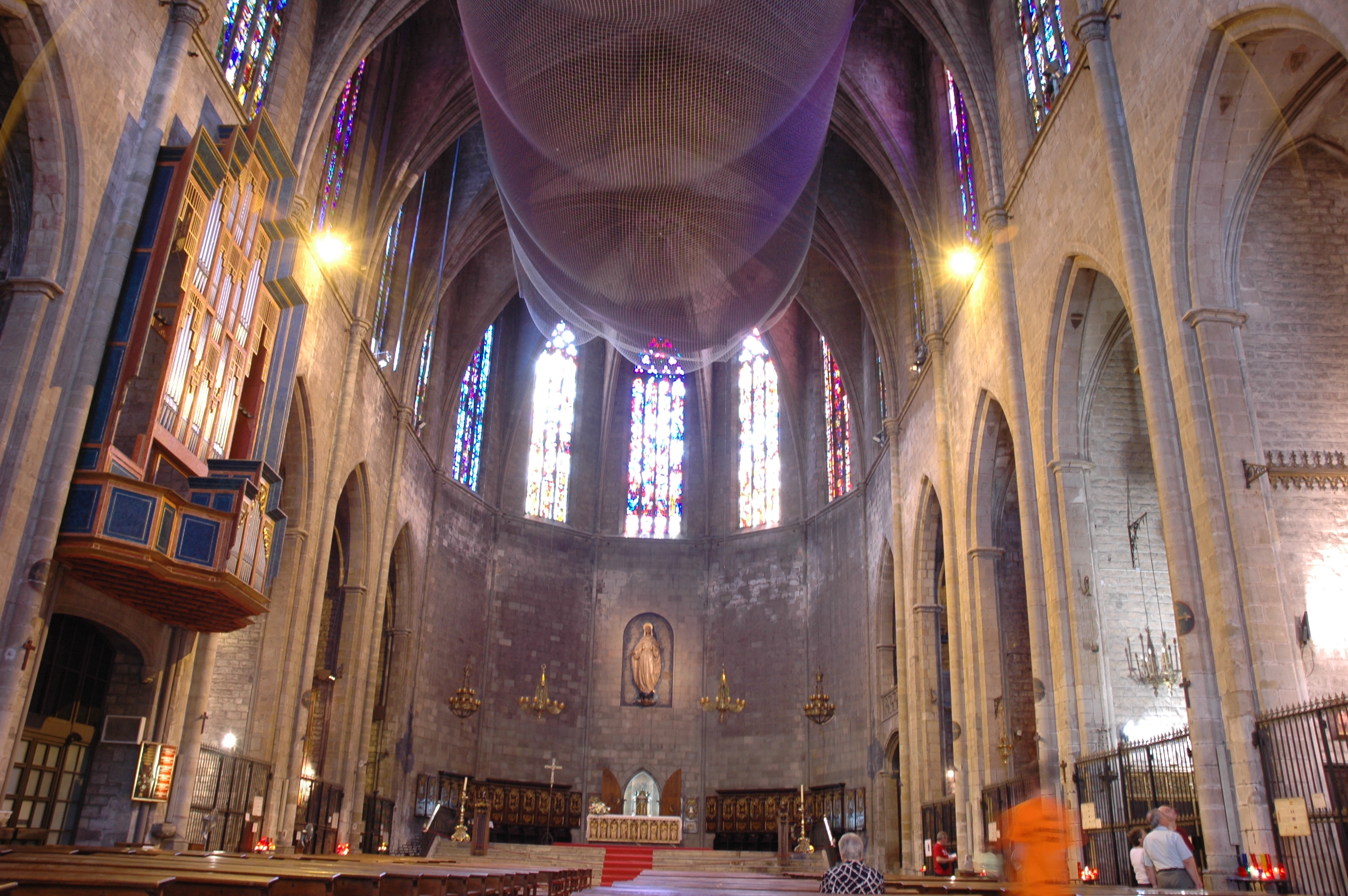
Interior, altar

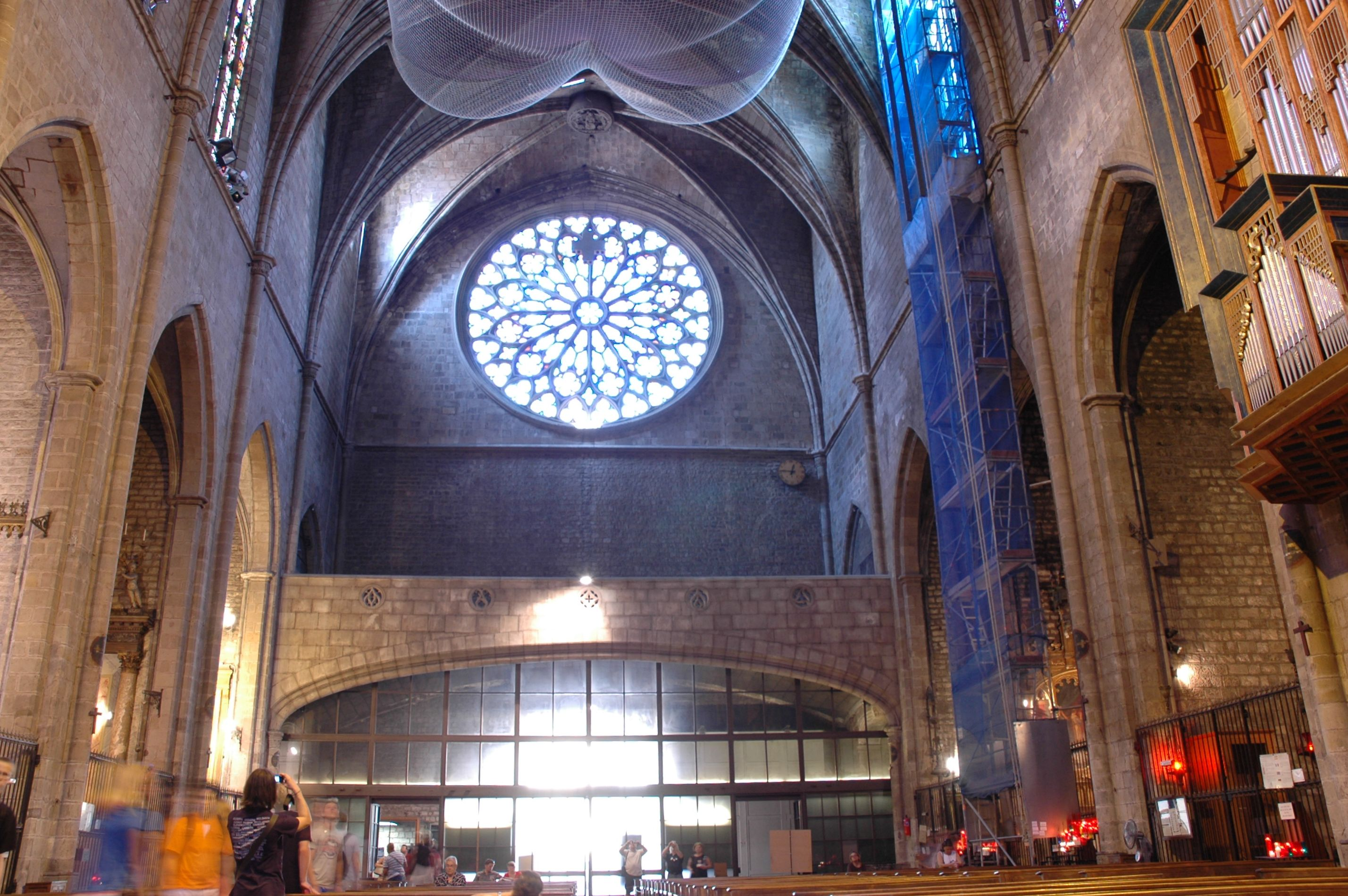
Interior, rosetón

#### Altar
El altar actual fue proyectado el año 1967 por Joaquim de Ros i de Ramis y lo preside una gran imagen de la Virgen María, obra del escultor Enric Monjo del año  1973. En presbiterio se han sucedido numerosos retablos, el del siglo XIV fue sustituido por uno realizado entre 1508 y 1514 por el pintor Juan de Borgoña, el que fue destruido en la guerra de sucesión española en 1714 y hubo otro del año 1736 desaparecido en las reformas efectuadas en el año 1868  en el que se instaló uno de neogótico, proyectado por el arquitecto Francisco de Paula del Villar y que fue quemado el 1936. Desde el 1986 se puede ver una sillería rococó de Josep Mas i Dordal del año 1771, que había sido instalado originalmente en este mismo lugar, hasta que le sustituyó en 1868 por uno de Francisco de Paula del Villar que destruyó el incendio de 1936.
El sepulcro del patrón de barco Arnau Ferrer, fallecido en 1394 durante el asedio de Catania, es el muro de la derecha del ábside, se trata de un sarcófago de piedra sobre dos leones. La sacristía es a continuación.

#### Capillas
Entre las capillas destacables se encuentran:
- Capilla de los Dolores, antigua de la Virgen de Gracia.
- Capilla de Sant Josep Oriol. Con motivo de la beatificación de José Oriol el 1806 se hizo un retablo, y cuando fue canonizado el 1909 le fue dedicado un altar diseñado por el arquitecto Joan Martorell con una imagen del santo del escultor Venancio Vallmitjana. En las esquinas se instalaron cuadros del pintor Joan Llimona. Todo ello fue quemado en 1936, y actualmente hay una imagen antigua del santo, de Ramón Amadeu.[2]
- Capilla de la Virgen de Montserrat. Se encuentra enterrado san José Oriol que fue sacerdote de esta iglesia entre 1687 y 1702.
- Capilla de la Inmaculada, antigua de San Miguel, que albergó el retablo de San Miguel pintado por Jaume Huguet el 1455-1460, del que se conservan unas tablas en el Museo Nacional de Arte de Cataluña. Hay en esta capilla el sepulcro del pintor Antonio Viladomat (1775).
- Capilla de San Miguel, del Gremio de Revendedores, con una escultura del santo obra de Salvador Gurri de finales del siglo XVIII.
- Capilla Virgen de los Desamparados, obra del artista Ramón Amadeu del siglo XVIII.
- Capilla de la Purísima Sangre. La capilla, construida en un edificio anexo a la iglesia, se finalizó el año 1486. Fue utilizada como capítulo de la comunidad hasta que fue cedida a la Archicofradía de la Purísima Sangre en 1547. Esta institución costeó el año 1670 la reforma de la capilla con la construcción de un retablo barroco obra de Joan Grau.[2] El retablo que contiene actualmente es una copia del anterior, quemado el 1936. Es tradición que en esta capilla san José Oriol realizaba las curaciones milagrosas.

#### Museo y tesoro

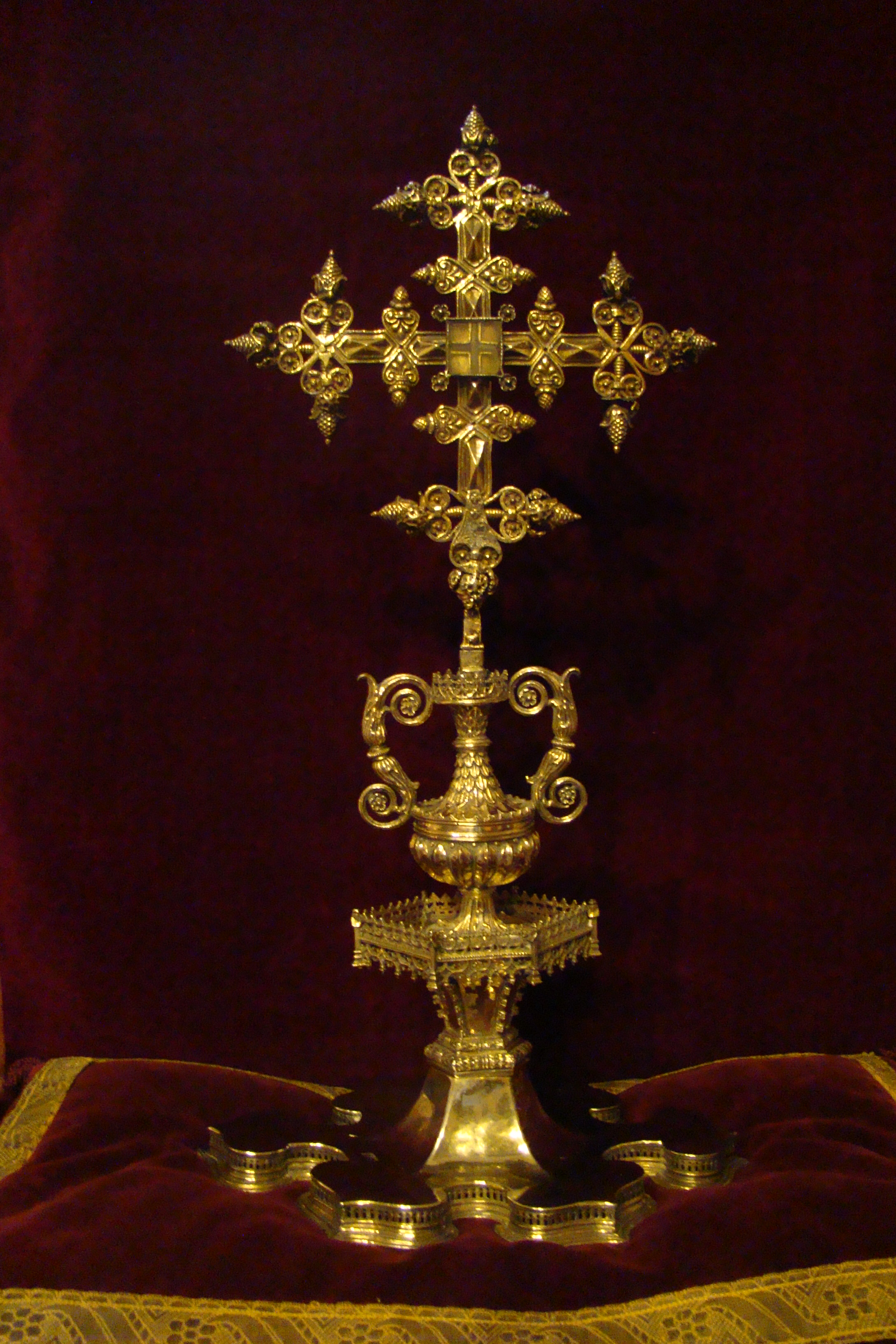
El Lignum Crucis llamado del Rey Martín del año 1498

A partir del año 2011 está abierto al público el tesoro de la basílica que contiene importantes muestras de orfebrería como el Lignum Crucis del año 1498 o un magnífico cáliz con esmaltes llamado tradicionalmente el "Cáliz bueno" dado a la Basílica por el ilustre Dr. Felip de Malla en 1431. Además, en el tesoro, se conservan los cuadros "la Adoración de los Reyes" de Juan Carreño de Miranda y "La Sagrada Familia" de Antonio Viladomat y una excepcional colección de paveses del siglo XIV. Complementa la parte visitable una exposición permanente sobre la historia y las características de la Basílica, así como sobre la vida cotidiana y las personalidad que han participado a lo largo de la historia.

#### Capilla de Música
Activa documentalmente entre el siglo XVII y en 1936, fue recuperada en 1990 por iniciativa de Jordi Sacasas y David Malet.

##### Maestros de capilla
- Benet Buscarons
- Pau Llinás
- Pere Joan Llonell
- José Masvidal
- David Malet y Casamitjana
- Manuel Cabero y Vernedas
- Josep Martí i Montoliu

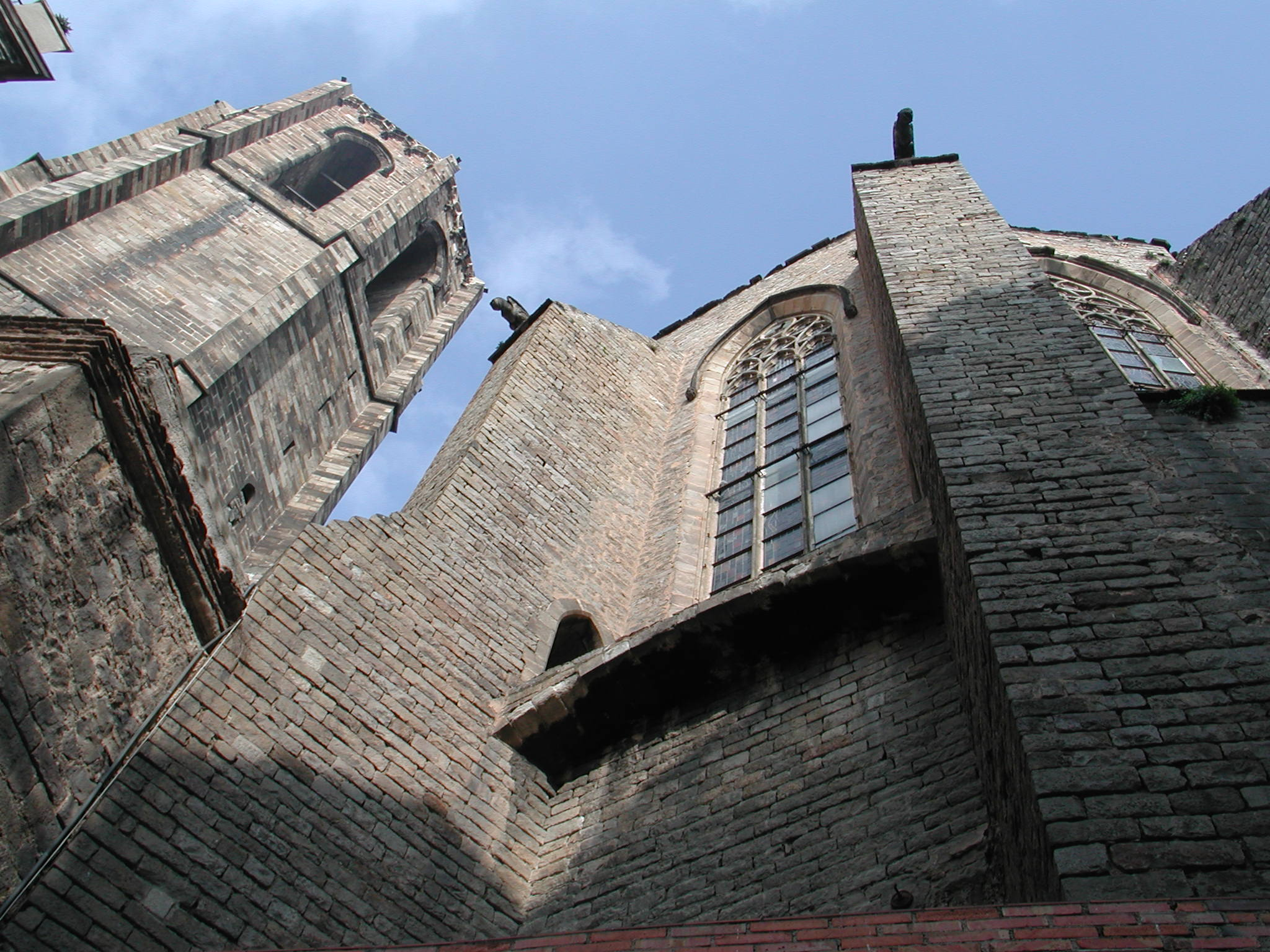
Ábside y campanario, vistos de la plaza del Pino
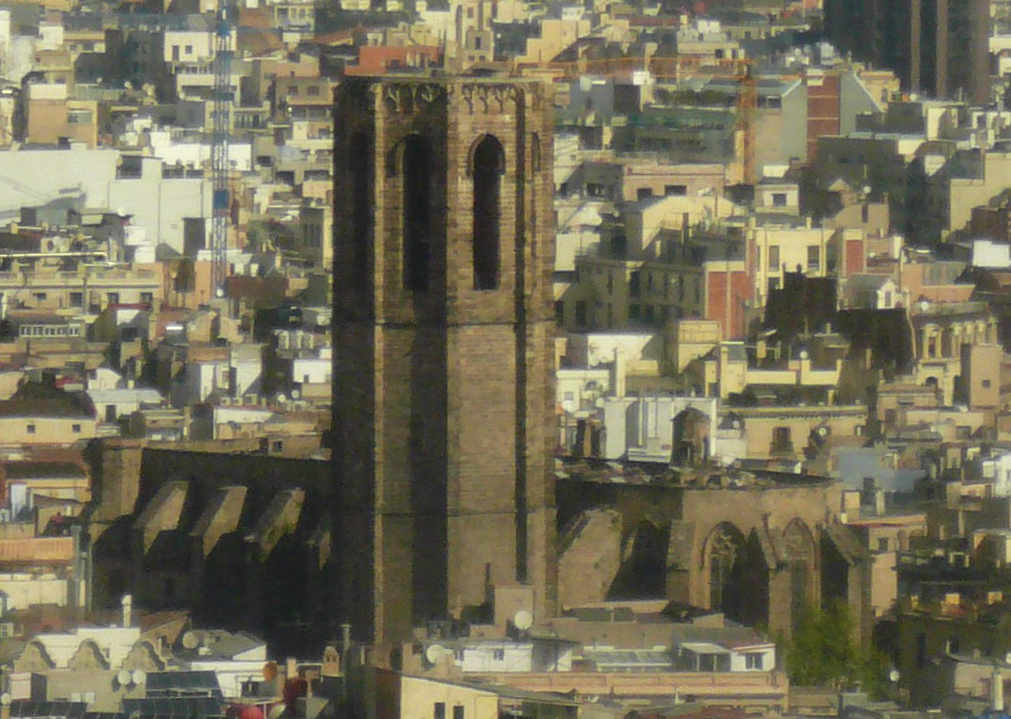
La nave y el campanario
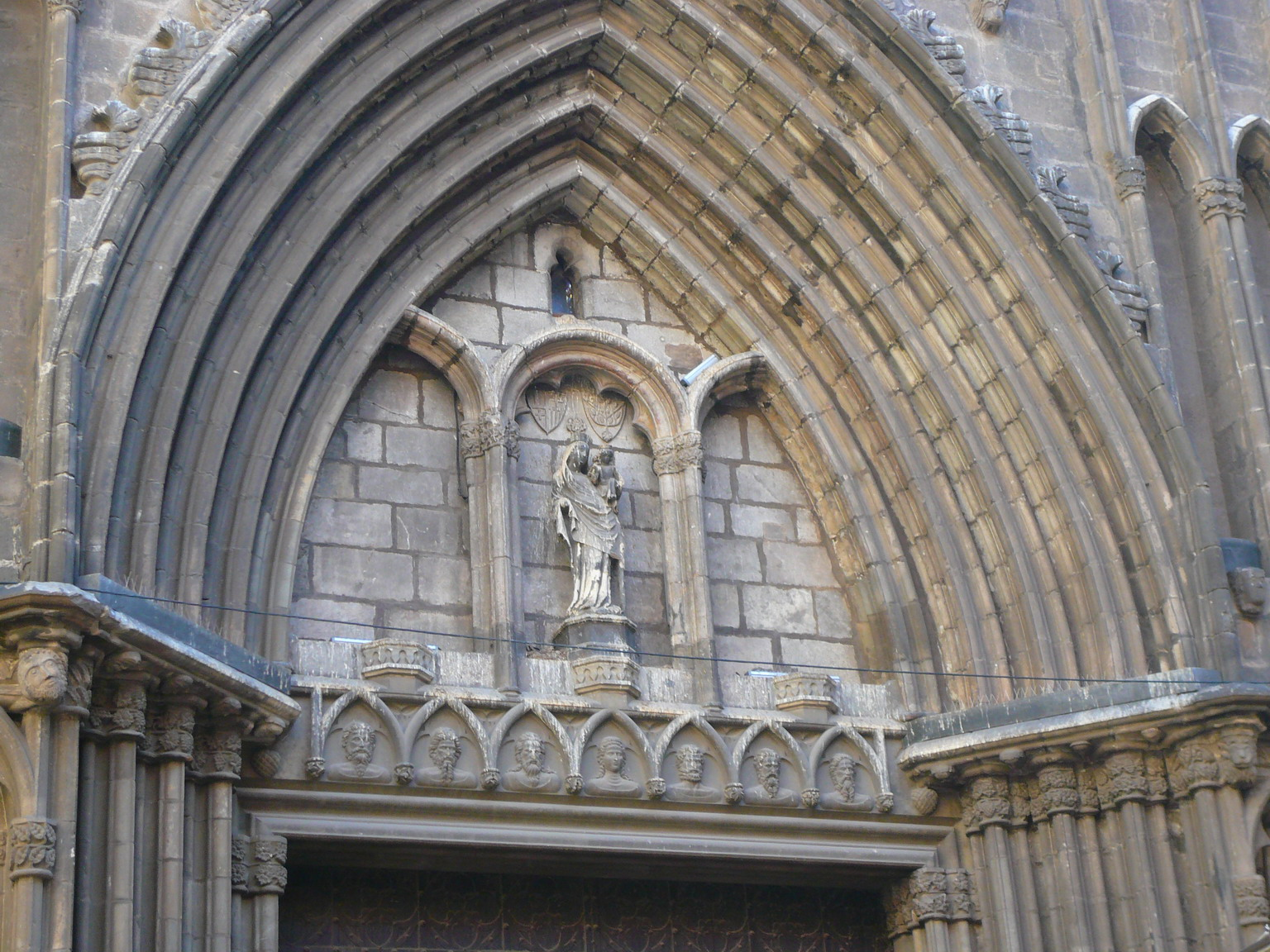
Tímpano de la puerta principal
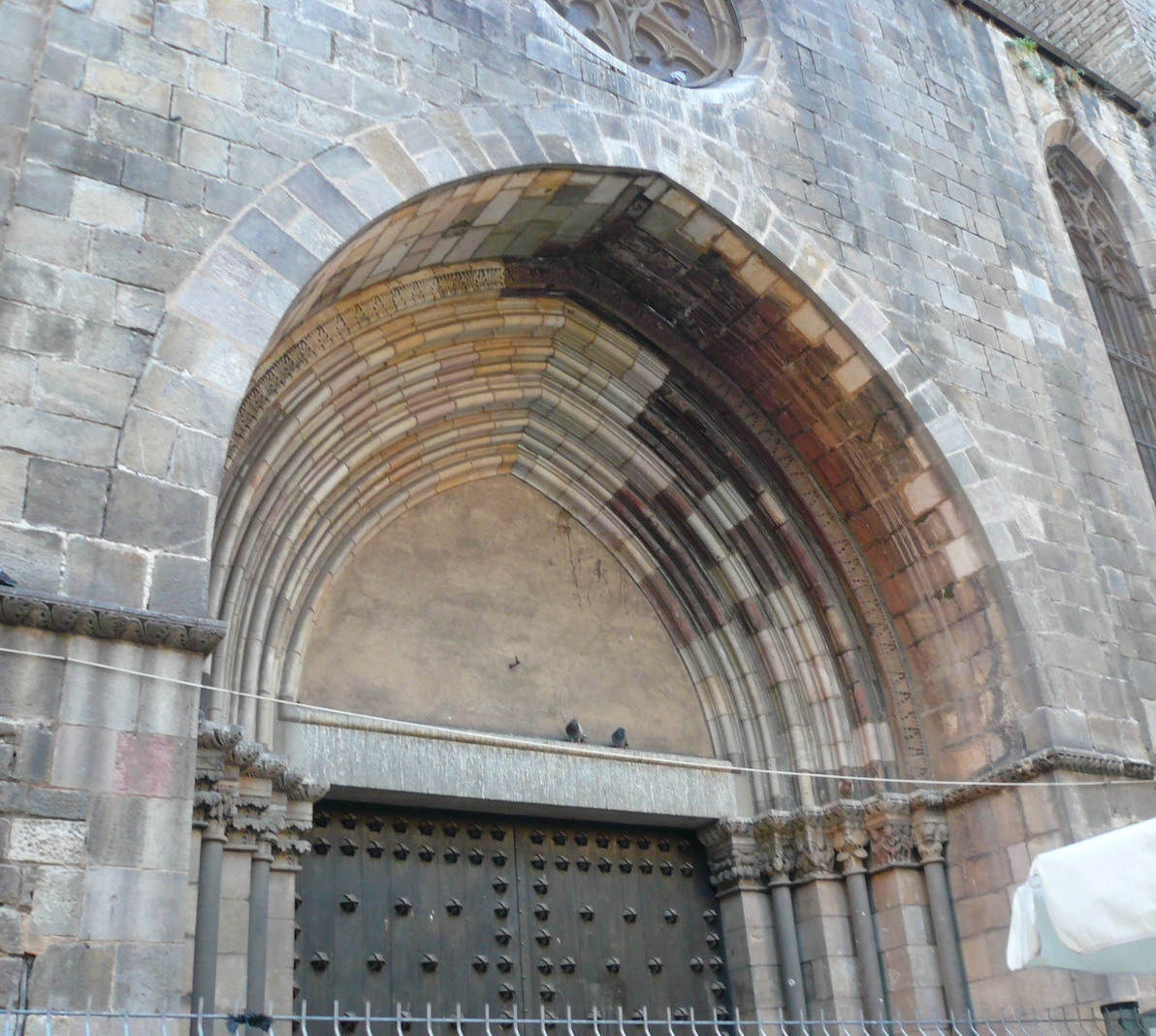
Tímpano de la puerta del Avemaría
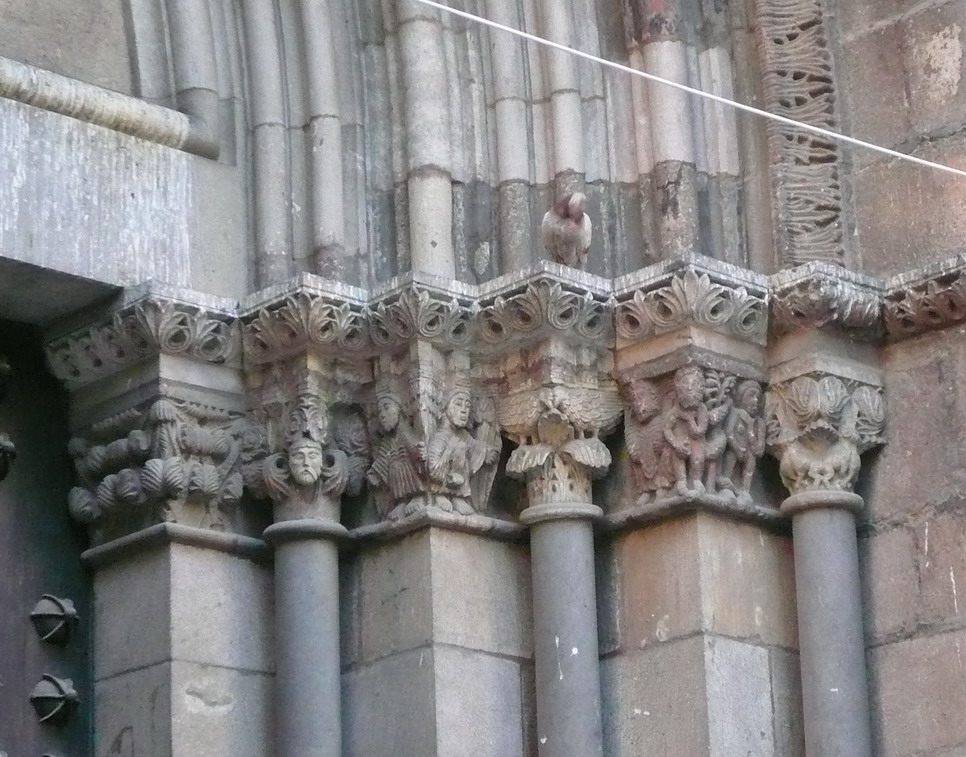
Imposta de la puerta del Avemaría
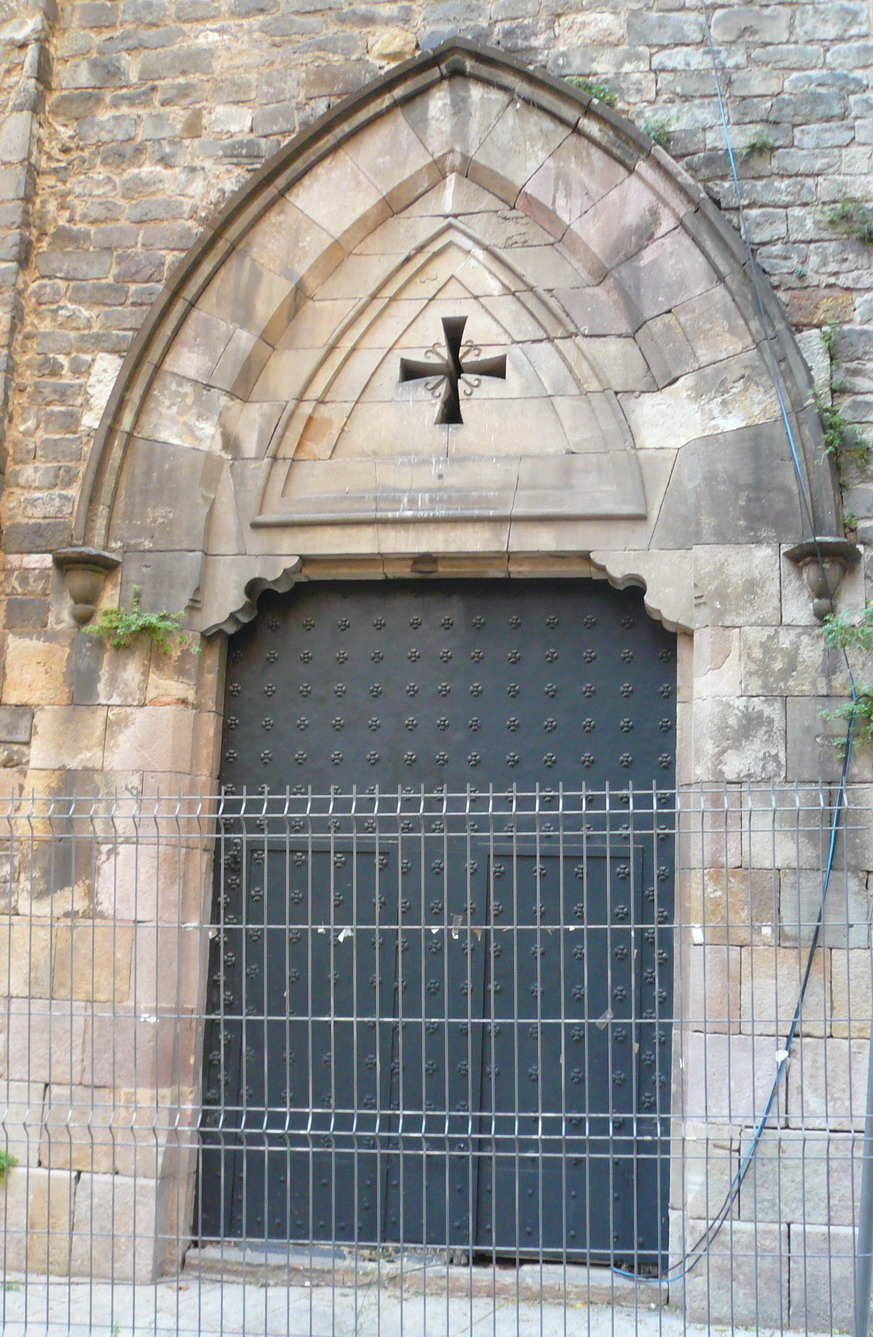
Puerta del ábside